# Henry Wolf
Henry Wolf (23 maggio 1925 – 14 febbraio 2005) è stato un fotografo, pubblicitario e designer austriaco naturalizzato statunitense.
Influenzò profondamente il magazine design nel corso degli anni ‘50 e ‘60 con i suoi audaci layout, la tipografia elegante, e le sue fotografie.

## Biografia
Nato in Austria, in seguito all'Anschluß del 1938 da parte di Adolf Hitler, fu costretto a lasciare il suo paese insieme alla sua famiglia. Inizialmente trasferitisi in Francia, Wolf poté studiare arte a Parigi, ma in seguito all'occupazione tedesca fu deportato con la famiglia in due campi di detenzione in Marocco, prima del trasferimento definitivo negli Stati Uniti nel 1941. 
Negli USA, Wolf lavorò con fotografi del calibro di Richard Avedon, Melvin Sokolsky e Art Kane, prima di aprire il suo studio fotografico sulla Upper East Side di New York. 
Divenne il direttore artistico della rivista Esquire nel 1952, e nel 1958 di Harper's Bazaar, sostituendo Alexey Brodovitch.
Fondò una nuova rivista d'arte, Show magazine, di cui divenne il direttore creativo.
Nel 1965 Wolf iniziò a lavorare per la McCann Erickson dove diresse varie campagne pubblicitarie per clienti come Alka Seltzer, Buick, Gillette e Coca-Cola. Successivamente, assieme alla pubblicitaria Jane Trahey, fondò la Trahey & Wolf, dove assunse la
carica di vice presidente e direttore creativo, lavorando su molte campagne pubblicitarie per clienti come Xerox, IBM, Revlon, De Beers, Blackgama Mink, Charles del Ritz, Elizabeth Arden, e la Union Carbide. 
Nel 1971 Lupo fondò la Henry Wolf Productions, uno studio dedicato alla fotografia, al cinema e al design. 
Nei tre decenni successivi, Wolf lavorò sia come fotografo che come graphic designer, nella creazione di oltre 500 spot televisivi e nove film per svariati clienti tra cui RCA, Revlon, Borghese, Olivetti e Karastan, tra gli altri. 
Insegnò anche graphic design alla Parsons School of Design di New York, e alla School of Visual Arts e Cooper Union.